# Bel Aire (Kansas)
Bel Aire es una ciudad ubicada en el condado de Sedgwick en el estado estadounidense de Kansas. En el año 2010 tenía una población de 6769 habitantes y una densidad poblacional de 1.187,54 personas por km².

## Geografía
Bel Aire se encuentra ubicada en las coordenadas 37°45′50″N 97°15′58″O / 37.76389, -97.26611 (37.763758, -97.266177).

## Demografía
Según la Oficina del Censo en 2000 los ingresos medios por hogar en la localidad eran de $66,937 y los ingresos medios por familia eran $72,091. Los hombres tenían unos ingresos medios de $50,236 frente a los $35,298 para las mujeres. La renta per cápita para la localidad era de $23,202. Alrededor del 4.8% de la población estaban por debajo del umbral de pobreza.